# Säby församling, Västerås stift
Säby församling var en församling i Västerås stift och i Hallstahammars kommun i Västmanlands län. Församlingen uppgick 2006 i Kolbäck-Säby församling.

## Administrativ historik
Församlingen har medeltida ursprung och utgjorde till 1 maj 1917 ett eget pastorat. Från 1 maj 1917 till 2006 var församlingen annexförsamling i pastoratet Kolbäck och Säby som mellan 1962 och 1970 även omfattade Rytterne församling. Församlingen uppgick 2006 i Kolbäck-Säby församling.

## Kyrkor
- Säby kyrka